# Чайлд-Вильерс, Уильям, 10-й граф Джерси
Джордж Фрэнсис Уильям Чайлд-Вильерс, 10-й граф Джерси, также известный в профессиональном плане как Уильям Вильерс (англ. George Francis William Child-Villiers, 10th Earl of Jersey; род. 5 февраля 1976 года) — британский дворянин и пэром из семьи Вильерс. Он бывший кинопродюсер, актер и писатель. В настоящее время он является директором по интеллектуальной собственности для HandMade Films.

## Образование и карьера
Родился 5 февраля 1976 года. Старший сын гитариста Джорджа Чайлд Вильерса, виконта Вильерса (1948—1998), и его второй жены Саши Джейн Хупер (урожденной) Валпи, дочери Питера Хупера Валпи. Внук и преемник Джорджа Чайлд-Вильерса, 9-го графа Джерси (1910—1998). Он получил образование в школе Святого Майклас на Джерси (до 8-ми лет), а затем он учился в школе Маунт-хаус в Тавистоке (графство Девон), в школе Кэмфорда в Уимборне (графство Дорсет), в колледже Нене (сейчас — университет Нортгемптона) и в Бирмингемской школе актерского мастерства.
19 марта 1998 года после смерти своего отца Джордж Чайлд-Вильерс получил титул виконта Грандисона. 9 августа того же 1998 года после смерти своего деда он унаследовал титулы 10-го графа Джерси, 10-го виконта Вильерса из Дартфорда, 13-го виконта Грандисона из Лимерика и 10-го барона Вильерса. Новый граф Джерси занял своё место в Палате лордов в 1999 году, незадолго де реформирования Палаты лордов.

## Семейное место
В 2007 году граф Джерси выставил на продажу семейный дом Radier Manor, а также несколько объектов недвижимости и около 70 акров (28 га) земли на острове Джерси по запрашиваемой цене 12,5 миллиона фунтов стерлингов. Однако позже недвижимость была изъята из продажи.

## Брак и дети
16 августа 2003 года граф Джерси женился на Марианне Симон де Гуэль, дочери Питера и Жаннет де Гуэль, в Сен-Мартен-де-Грувиль, Джерси. У них четверо детей:
- Леди Миа Адриана Мэри Роуз Чайлд-Вильерс (род. 28 декабря 2006)
- Леди Амели Наташа София Чайлд-Вильерс (род. 14 апреля 2008)
- Леди Эванджелина Антония Адела Чайлд-Вильерс (род. 9 февраля 2011)
- Джордж Генри Уильям Чайлд-Вильерс, виконт Вильерс (род. 1 сентября 2015).

Он является троюродным братом актера Барта Русполи.

## Фильмография
- Джек говорит (2008) Исполнительный продюсер (завершено)
- Лондон: Величайший город (2004) (ТВ) …. Бен Джонсон
- Четыре (2002) (ТВ) …. Бретт, а также писатель и телевизионный продюсер
- Долгая ночь (2002)…. Джеффри, а также исполнительный продюсер.